# 자카 이흐베이셰
자카 이흐베이셰(아랍어: ياكا حبيشة, 슬로베니아어: Jaka Ihbeisheh, 1986년 8월 29일 ~ )는 슬로베니아 출생의 팔레스타인의전 축구 선수로 현역 시절 포지션은 미드필더였다.

## 내력
유고슬라비아 사회주의 연방공화국 슬로베니아 사회주의 공화국 류블랴나에서 팔레스타인 아버지와 슬로베니아인 어머니 사이에서 태어났다. 이후 유고슬라비아에서 분리 독립한 슬로베니아에서 자랐지만 3세 때 부모가 별거하였으며 18년 후 페이스북을 통해 라말라에 사는 아버지와 재회했다.

## 선수 경력

### 클럽
2002년 NK 인터블록에 입단하며 프로에 입문한 이후 15시즌동안 슬로베니아의 여러 프로팀에서 259경기를 뛰었다가 2016 시즌이 끝난 이후 2018년까지 카타르, 태국, 오스트리아의 프로팀에서 19경기를 뛰었다. 이후 2018년 중반쯤 다시 슬로베니아 리그로 넘어왔고 현재까지 7경기 출전을 기록하고 있다.

### 국가대표팀
2014년 12월 13일 2011년 AFC 아시안컵 4위팀인 우즈베키스탄을 상대로 국제 A매치 데뷔전을 치뤘고 이후 2015년 AFC 아시안컵 본선에 출전하여 전 대회 8강 진출팀인 요르단과의 D조 조별리그 2차전에서 0-5로 크게 지고 있던 상황에서 만회골을 터뜨리면서 본인의 A매치 첫 득점을 신고했다. 그리고 말레이시아와의 2018년 FIFA 월드컵 아시아 지역 2차 예선 A조 5차전에서도 본인의 A매치 2번째 득점을 성공시키면서 팀의 6-0 대승을 이끌었고 동티모르와의 2차 예선 최종전에서도 선제골을 뽑아내면서 팀의 7-0 대승으로 팀 역사상 월드컵 지역 예선 최고 성적과 함께 2019년 AFC 아시안컵 3차 예선 진출에 기여했다.